# Мраморный кекс

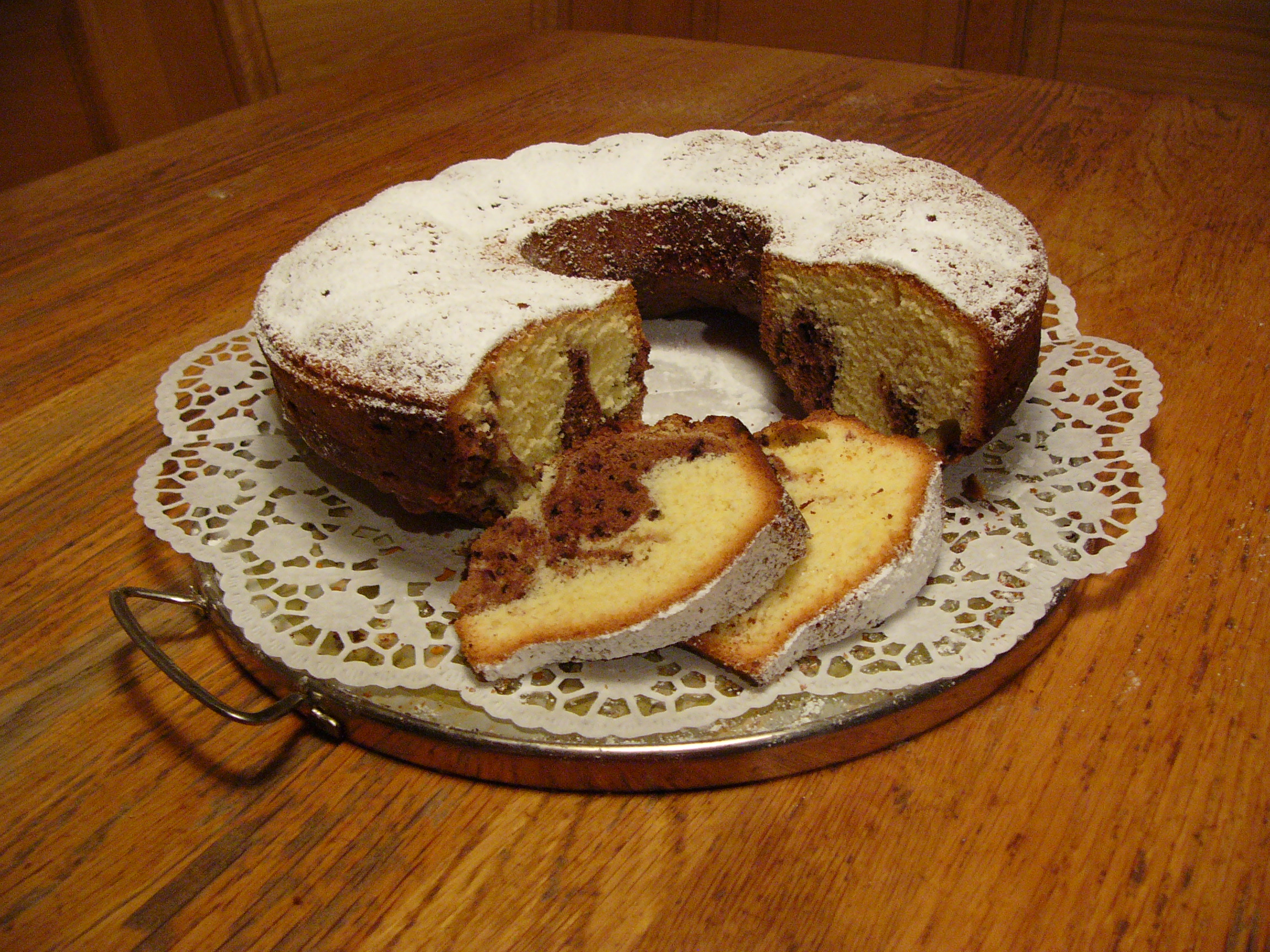
Мраморный кекс

Мраморный кекс (англ. marble cake) — кекс из сдобного теста с добавлением какао. Название обусловлено вкраплениями тёмного теста, смешанного с какао. Появился в последней четверти XIX века и до сих пор популярен, в особенности в США.
Обычно выпекается в кольцевой форме. Перед выпеканием два теста слегка смешиваются в форме. Разновидностью мраморного кекса является кекс «Зебра», который получается при попеременном добавлении в форму для выпечки слоя тёмного и светлого теста. Идея сочетания светлого и тёмного теста нашла своё развитие в торте «Арлекино». В Германии согласно действующим стандартам федерального министерства продовольствия и сельского хозяйства содержание теста с добавлением какао в мраморном кексе должно составлять не менее 33,3 процентов. В тёмном тесте должно содержаться не менее трёх процентов обычного или обезжиренного какао.